# Президентские выборы в КША (1861)
Президентские выборы в Конфедерации, прошедшие в 1861 году, были первыми и единственными президентскими выборами, проводимыми в соответствии с Конституцией Конфедерации Соединённых Штатов Америки. Джефферсон Дэвис, который был избран президентом, и Александр Стивенс, который был избран вице-президентом, в соответствии с временной Конституцией КША, были избраны на шестилетние сроки (22 февраля 1862 года — 22 февраля 1868 года).

## Предыстория
4 февраля 1861 года в Монтгомери, штат Алабама, состоялся Конгресс конфедеративных штатов. Временная конституция была принята 8 февраля 1861 года.
9 февраля 1861 года Джефферсон Дэвис был избран Временным президентом, а Александр Стивенс был избран Временным вице-президентом. Стивенс вступил в должность 11 февраля, а Дэвис вступил в должность 18 февраля 1861 года. 11 марта 1861 года была принята постоянная Конституция.

## Ключевые даты
- 6 ноября 1861 — президентские выборы;
- 4 декабря 1861 — голосование в Коллегии выборщиков КША;
- 19 февраля 1862 — голосование по результатам выборов в Конгрессе;
- 22 февраля 1862 — инаугурация.

## Ход и результаты выборов

### Избирательная кампания
Выборы являлись безальтернативными, на них принимал участие только Джефферсон—Стивенс, без участия какой-либо оппозиции.

### Результаты
Выборы просто подтвердили решение, принятое Временным конфедеративным Конгрессом ранее. Дэвис оставался президентом до 5 мая 1865 года, когда правительство Конфедерации официально распустилось, а КША проиграли войну.
| Кандидат(ы)                        | Партия                                | Родом из  | Голосов избирателей | Голосов избирателей | Голосов выборщиков |
| Кандидат(ы)                        | Партия                                | Родом из  | Голосов             | %                   | Голосов выборщиков |
| ---------------------------------- | ------------------------------------- | --------- | ------------------- | ------------------- | ------------------ |
| Джефферсон Дэвис/Александр Стивенс | беспартийный (Демократическая партия) | Миссисипи | 47 057              | 97,0                | 109                |
| Прочие                             | —                                     | —         | 1465                | 3,0                 | —                  |
| Всего                              | Всего                                 | Всего     | 48 522              | 100,0               | 109                |

Коллегия выборщиков КША состояла из 109 избирателей. Выборщики (избранные на ноябрьских выборах) встретились в своих соответствующих штатах, чтобы отдать свои голоса 4 декабря 1861 года (закон Конфедерации предусматривал, что избиратели собираются в первую среду декабря). Конгресс собрался на совместное заседание 19 февраля 1862 года и утвердил результаты выборов.

## Галерея
- Избирательный бюллетень (штат Виргиния), 6 ноября 1861
- Инаугурация Джефферсона перед Капитолием штата Алабама, 22 февраля 1861